# Рене де Фруле
Рене III де Фруле (фр. René de Froulay; 14 травня 1648 — 30 березня 1725) — військовий та державний діяч Французького королівства, граф де Тессе, маршал Франції.

## Життєпис
Походив з менського знатного роду де Фруле. Син Рене II де Фруле та Мадлен де Моге. Народився 1648 році в Ле-Мані. Здобув гарну освіту. У 1669 році вступив на військову службу як помічник маршала Франсуа де Крекі.
1674 року оженився. Того ж року очолив драгунський полк у званні полковника. Того ж року поступив під командування Фрідріха фон Шомберга в Руссільйонській армії. У червні того ж року відзначився у битві біля Сен-Жан-де-Пажес. 1675 року очолив кінноту під час походу до Сицилії, коли було зайнято Мессіну.
1681 року очолив драгунський полк. 1685 року очолив драгонаду в Оранському князівстві. 1686 року керував військами в Лангедоку та Дофіне. 1688 року стає табірним маршалом (на кшталт генерал-майора). 1689 року з початком Війни Аугсбурзької ліги брав участь у поході на Пфальц.
1690 року очолював кінноту під час походу маршала Ніколя Катіна до Савойського герцогства. 1692 року призначається генерал-полковником драгунських полків. 1691 року призначено губернатором Іпру. 1693 року успішно змусив савойські війська зняти облогу фортеці Пінероло в Вальтеліні. Потім очолював французькі війська в північній Італії під час відсутності маршала Катіни. 1696 року завдяки дипломатичному хисту Рене де Фруле було укладено Туринський договір, за яким Савойське герцогство уклало з Францією сепаратний мир.
З початком війни за іспанську спадщину перебував в Італії. 1701 року зазнав поразки від Євгена Савойського. Але невдовзі у битвах біля Мантуї та Кастильйоні завдав поразок імперським військам. У 1703 році за успішні дії в битві біля Луццаре, де керував лівим флангом, отримав звання маршала. 1704 року стає генералом-аншефом іспанської армії. Того ж року дістав наказ зняти облогу Гібралтару, але до 1705 року це не вдалося. Спроба взяти Гібралтар з моря та суходолу призвело у березні 1705 року до поразки французької ескадри в Марбельській битві. В тому ж році намагався протистояти англо-португальському війську на чолі з Генріхом Массо, графом Голуей, але марно. Втім невдовзі зміг зняти облогу з Бадахосу, а потім переміг супротивника біля Алькантару. 1706 року активно діяв під час облоги Барселони, яку врятувало лише прибуття англійського флоту на чолі із Джоном Ліком. За зняття облоги Рене де Фруле відсторонений від командування.
У 1707 року змусив відступити від Тулону англо-савойські війська на чолі із Євгеном Савойським та Віктором-Амадеєм II, герцогом Савойї. 1708 року захищав Дофіне від савойських військ. Згодом призначено послом у Римі. Тут допомагав реорганізувати папську армію Климента XI. 1712 року призначено генералом галерного флоту. Пішов з цієї посади у 1716 році.
За часів регентства Філіппа Орлеанського після смерті Людовика XIV в 1715 році, призначається до Ради військово-морського флоту. Також багато займався науками. 1722 року пішов у відставку, але 1723 року король Людовик XV призначив його послом до Іспанії. тут переконав Філіппа V повернутися на трон. 1724 року остаточно пішов у відставку. Помер 1725 року в м. Єрр в Камалдульському монастирі.

## Родина
Дружина — Марія Франсуаза Обер д'Оней.
Діти:
- Рене-Ман (1681—1746), генерал-лейтенант
- Рене-Луї
- Рене-Франсуа, бригадир
- Марія-Франсуаза Філіберта Дамаріс (д/н—після 1714), дружина: 1) маркіза Клода II де Ла Варенн; 2) графа Жана-Франсуа де Бріквіль
- Габріель
- Генріетта-Марта, дружина маркіза Франсуа Едуарда де Молев'є
- Франсуаза-Габріель, абатиса монастиря Ла Трініте в Кані